# Parc Nacional Skaftafell
El Parc Nacional de Skaftafell va ser fundat el 15 de setembre del 1967 i ampliat dues vegades posteriorment, actualment convertit en el major Parc Nacional de Vatnajökull, també en forma part l'antic Parc Nacional de Jökulsárglijúfur.
Estava situat entre Kirkjubæjarklaustur i Höfn, al sud d'Islàndia. Dins del parc, hi ha la vall de Mörsárdalur, la muntanya Kristinartindar i la glacera Skaftafellsjökull.

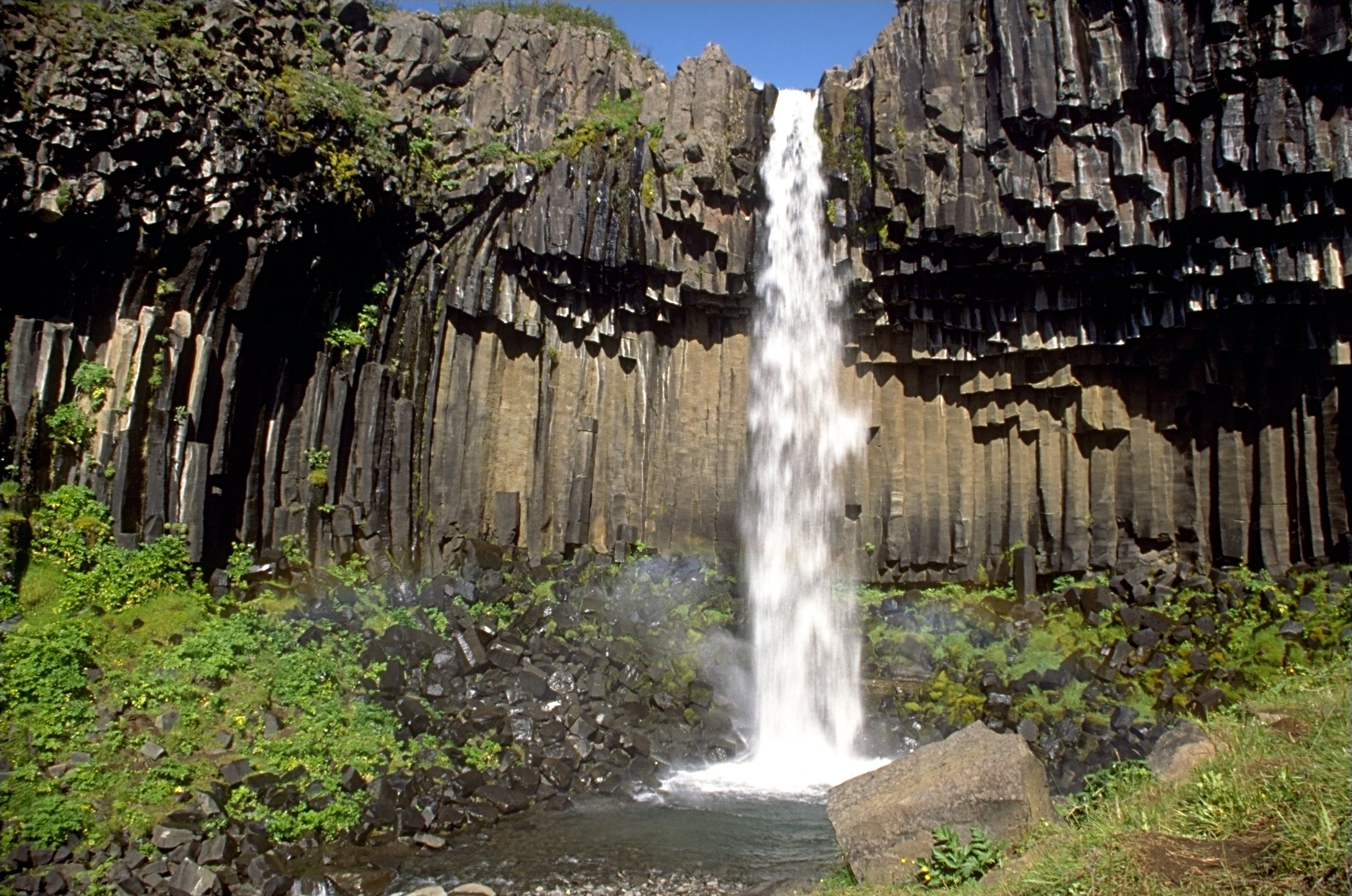
El saltant Svartifoss

El paisatge recorda els Alps, però el seu origen rau en el vulcanisme i els jökulhlaup dels rius Skeidará, Morsá i Skaftafellsá. El parc està dominat per la glacera del volcà Öræfajökull i el cim del Hvannadalshnúkur. Les seves erupcions van destruir nombroses granges a l'edat mitjana.
El Skaftafell és conegut pel seu clima especial amb força dies de sol. La vegetació va ser rehabilitada després de la prohibició de fer-hi pasturar els xais. Està caracteritzada, per exemple, per petits boscos de bedolls (Bæjarstaðarskógur). S'hi poden trobar molts ocells de diverses espècies, guineus i, fins i tot, visons.
A l'edat mitjana, hi havia algunes granges grans als voltants, però van haver de ser abandonades després d'erupcions volcàniques. Les dues granges restants s'ocupen sobretot del turisme.
A l'entrada del parc, hi ha un centre d'informació i un terreny de càmping. Molts camins travessen el parc i porten sobretot al cèlebre saltant d'aigua Svartifoss.